# Битва на мосту Лакалла
Битва на мосту Ллаклла була другорядною частиною кампанії Юнгай під час війни проти Перу-болівійської конфедерації . Однак це відомий епізод в чилійській історіографії завдяки мужності, з якою сержант мапуче Хуан Лоренсо Коліпі , командуючи 10 чоловіками з батальйону Карампанге, бився на своїй позиції протягом 5 годин проти приблизно 50 болівійців, не даючи їм форсувати перевал. а потім відійшли вночі, щоб приєднатися до решти армії, залишивши одного мертвого на полі, одного пораненого, а капрала розсіяли вночі. За цей вчинок він отримав звання лейтенанта, а уряд видав нагороду, присвячену «Одинадцятьом мосту Ллакла».